# Waldemar Blatskauskas
Waldemar Blatskauskas (San Paolo, 17 marzo 1938 – 6 marzo 1964) è stato un cestista brasiliano.
È morto in un incidente stradale.

## Carriera
Con il Brasile ha disputato i Giochi olimpici di Roma 1960 e due edizioni dei Campionati mondiali (1959, 1963).